# Les Salelles, Ardèche

Les Salelles este o comună în departamentul Ardèche din sud-estul Franței. În 2009 avea o populație de 307 de locuitori.